# Réseau des présidents des cours suprêmes judiciaires de l'Union européenne

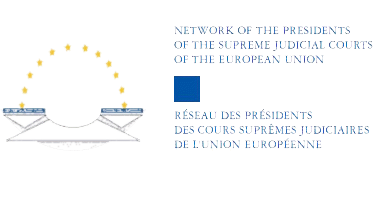
Logo.

Le Réseau des présidents des cours suprêmes judiciaires de l'Union européenne est l'association des présidents et juges en chef des cours suprêmes des États membres de l'Union européenne.

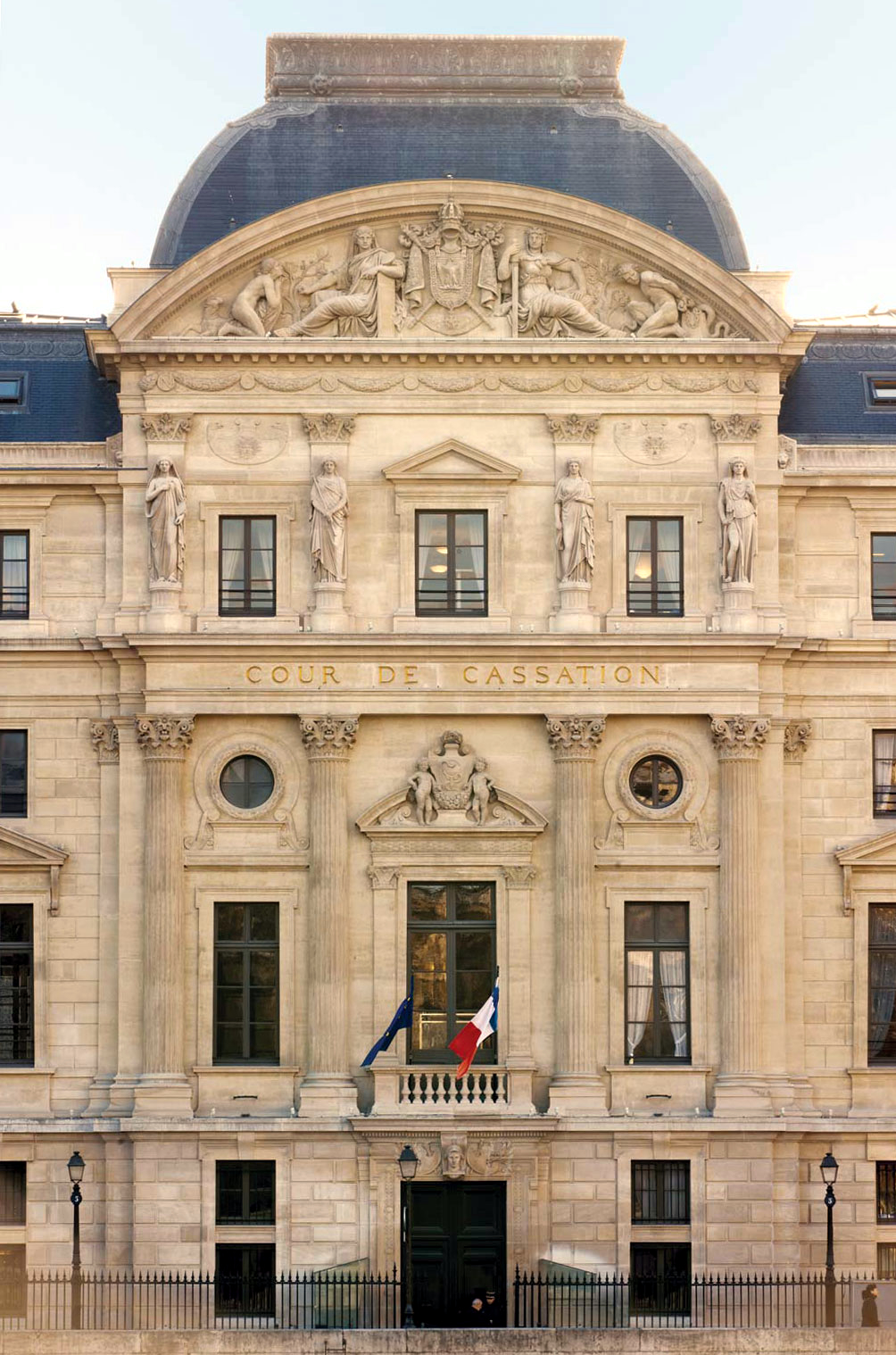
Le fronton de la Cour de cassation

Le Réseau a été créé le 10 mars 2004 à la Cour de cassation française à Paris. Ses membres se réunissent pour discuter de questions d'intérêt commun et de préoccupations partagées et pour échanger des idées et des informations. Il vise à fournir un forum à travers lequel les institutions européennes peuvent demander l'avis des cours suprêmes. Le Réseau a un statut d'observateur auprès de l'Institut de droit européen.
Les membres du Réseau tiennent un colloque annuel et d'autres réunions. Depuis 2007, le Réseau gère également un portail partagé qui permet d'accéder à la jurisprudence des cours suprêmes. De plus, le Réseau organise des stages pour les membres des cours suprêmes.
Le Réseau a son siège à la Cour de cassation française à Paris et est soutenu financièrement par l'Union européenne. Priit Pikamäe, président de la Cour suprême d'Estonie, est devenu président du réseau en 2017, à la suite de Susan Denham, alors juge en chef d'Irlande, qui était présidente depuis 2015.
Les présidents des cours suprêmes du Liechtenstein, du Monténégro et de la Norvège ont le statut d'observateur. Les présidents de la Cour de justice de l'Union européenne et de la Cour européenne des droits de l'homme participent également aux assemblées générales et colloques du Réseau.
L'Allemagne est représentée par le président de la Cour fédérale de justice, l'Autriche par le président de la Cour suprême. Les présidents des cours suprêmes du Liechtenstein, du Monténégro et de la Norvège ont un statut d'observateur. Les présidents de la Cour de justice des Communautés européennes et de la Cour européenne des droits de l'homme participent aux réunions et aux colloques du réseau.

## Les fonctions
Le Réseau des Présidents offre aux autorités européennes la possibilité de consulter les Cours suprêmes dans les conditions nécessaires à la réflexion et au débat. Ses membres se réunissent lors de conférences pour discuter de questions d'intérêt commun. Les cours sont organisés par des membres des Cours suprêmes inclus dans le programme d'échange des autorités judiciaires européennes dans le cadre du Réseau européen de formation judiciaire.
Il constitue un forum permettant aux institutions européennes de solliciter l'avis des Cours suprêmes, de rapprocher leurs positions, de stimuler la discussion et l'échange d'idées.

## Activités
Le président de la Cour suprême espagnole a participé à l'Assemblée générale des présidents des cours suprêmes de l'Union européenne, qui s'est tenue à Sofia (Bulgarie) le 13 octobre 2010, et a été nommé membre du conseil d'administration du réseau.
Les 25 et 26 octobre 2012, le 5e Colloque organisé par le Réseau s'est tenu à Paris sur "La nomination des juges des Cours suprêmes, de la Cour de justice de l'Union européenne et de la Cour européenne des droits de l'homme ".